# Serge Lang
Serge Lang (franceză: [lɑ̃ɡ]; n. 19 mai 1927, Saint-Germain-en-Laye⁠(d), Île-de-France, Franța – d. 12 septembrie 2005, Berkeley, California, SUA) a fost un matematician și activist franco-american. Este cunoscut pentru activitatea sa în domeniul teoriei numerelor și pentru manualele sale de matematică, dintre care se distinge influenta lucrare Algebra. A fost un membru al grupului Bourbaki. Când a murit, era profesor emerit de matematică la Universitatea Yale.

## Biografie
Serge Lang s-a născut în Saint-Germain-en-Laye aproape de Paris, în 1927. Serge a avut un frate geamăn care a devenit antrenor de baschet și o soră care a devenit actriță.
În adolescență, Lang s-a mutat cu familia în California, unde a absolvit în 1943 liceul Beverly Hills⁠(d). Ulterior, a absolvit California Institute of Technology, în 1946, și a obținut un doctorat de la Universitatea Princeton, în 1951. A ocupat posturi de profesor la Universitatea din Chicago, la Columbia University (din 1955, plecând în 1971 după o dispută), și la Universitatea Yale.

## Activitatea în matematică
Lang a studiat cu Emil Artin la Universitatea Princeton, unde și-a scris teza de doctorat în domeniul închiderii cvasi-algebrice⁠(d). Lang a lucrat apoi la analoagele geometrice ale teoriei corpurilor de clase⁠(d) și în domeniul geometriei diofantice. Mai târziu, a trecut la aproximațiile diophantice și la teoria numerelor transcendente⁠(d), demonstrând teorema Schneider–Lang⁠(d).
O pauză în cercetare, timp în care a fost implicat în încercarea de a se apropia de activismul studențesc al anilor 1960 i-a cauzat (după cum spunea el însuși) dificultăți în a-și relua munca ulterior. A scris despre formele modulare⁠(d) și unitățile modulare⁠(d), despre ideea de „distribuție” pe un grup profinit⁠(d), și despre teoria distribuției valorilor⁠(d).
A făcut o serie de ipoteze în geometria diofantică: conjectura Mordell–Lang⁠(d), conjectura Bombieri–Lang⁠(d), conjectura de punct integral Lang, conjectura Lang–Trotter⁠(d), conjectura Lang asupra valorilor Gamma, conjectura Lang asupra analiticității varietăților hiperbolice⁠(d), conjectura de înălțime Lang ...
El a introdus aplicația Lang⁠(d) și teorema Lang–Steinberg⁠(d) (cf. teorema lui Lang⁠(d)) în domeniul grupurilor algebrice.
El a introdus teorema de finitudine Katz–Lang⁠(d).

## Cărțile de matematică
A scris mai multe texte matematice, adesea terminând câte o carte întreagă de-a lungul unei vacanțe de vară. Cele mai multe sunt la nivel de ciclu de licență.
A scris texte de calcul infinitezimal și a pregătit și o carte despre coomologia de grup⁠(d) pentru Bourbaki.
Algebra lui Lang, o introducere la nivel universitar în algebra abstractă, a fost o lucrare deosebit de influentă, care a fost reeditată și actualizată de mai multe ori. Când i s-a acordat premiul Steele, justificarea includea mențiunea că „Algebra lui Lang a schimbat modul în care se predă algebra la facultate...Aceasta a influențat toate cărțile ulterioare de algebră pentru acel nivel.” Ea conținea idei ale profesorului său, Artin; unele dintre cele mai interesante pasaje din Teoria numerelor algebrice reflectă și ele influența și ideile lui Artin, care altfel este posibil să nu fi fost altfel publicate în nicio formă.